# Triathlon aux Jeux olympiques d'été de 2020
Navigation
Rio de Janeiro 2016 Paris 2024
Les épreuves de triathlon aux Jeux olympiques d'été de 2020 doivent se dérouler à la base nautique d'Odaiba à Tokyo au Japon. L'épreuve masculine devait initialement se dérouler le lundi 27 juillet, l'épreuve féminine, le mardi 28 juillet 2020, et ont été reportées à 2021 pour cause de pandémie de Covid-19. Pour la première fois, une épreuve en relais mixte se déroule le 31 juillet 2021. Un total de 110 athlètes, 55 hommes et 55 femmes, participent à ces épreuves. Le triathlon a fait ses débuts aux Jeux olympiques d'été lors des Jeux de 2000. Un nouveau système de qualification qui prend en compte des épreuves en relais mixte, permet une plus grande internationalisation des 110 compétiteurs hommes et femmes qui prennent le départ des différentes épreuves.

## Format et site
Les épreuves de triathlon se déroulent sur le site de la base nautique d'Odaiba, île artificielle située dans la baie de Tokyo. Lieu de loisir familial offrant des points de vue spectaculaires sur les gratte-ciel de Tokyo, le site arbore également une réplique de la statue de la Liberté et donne sur le Rainbow Bridge qui traverse la baie de Tokyo. Le site sert depuis 20 ans aux épreuves des championnats de triathlon nationaux du Japon. Lors des Jeux olympiques, les courses individuelles hommes et femmes se déroulent sur le format standard courte distance de 1,5 kilomètre de natation en eau libre, 40 kilomètres de cyclisme avec aspiration-abri (drafting) autorisé et 10 kilomètres de course à pied urbaine. Le format en équipe mixte de relais (4X4) où toutes les équipes sont composées de deux hommes et deux femmes, se déroule sur la distance multiple de 300 mètres de natation, 7,4 kilomètres de cyclisme et deux kilomètres de course à pied avec passage de relais entre quatre triathlètes successifs.

## Programme

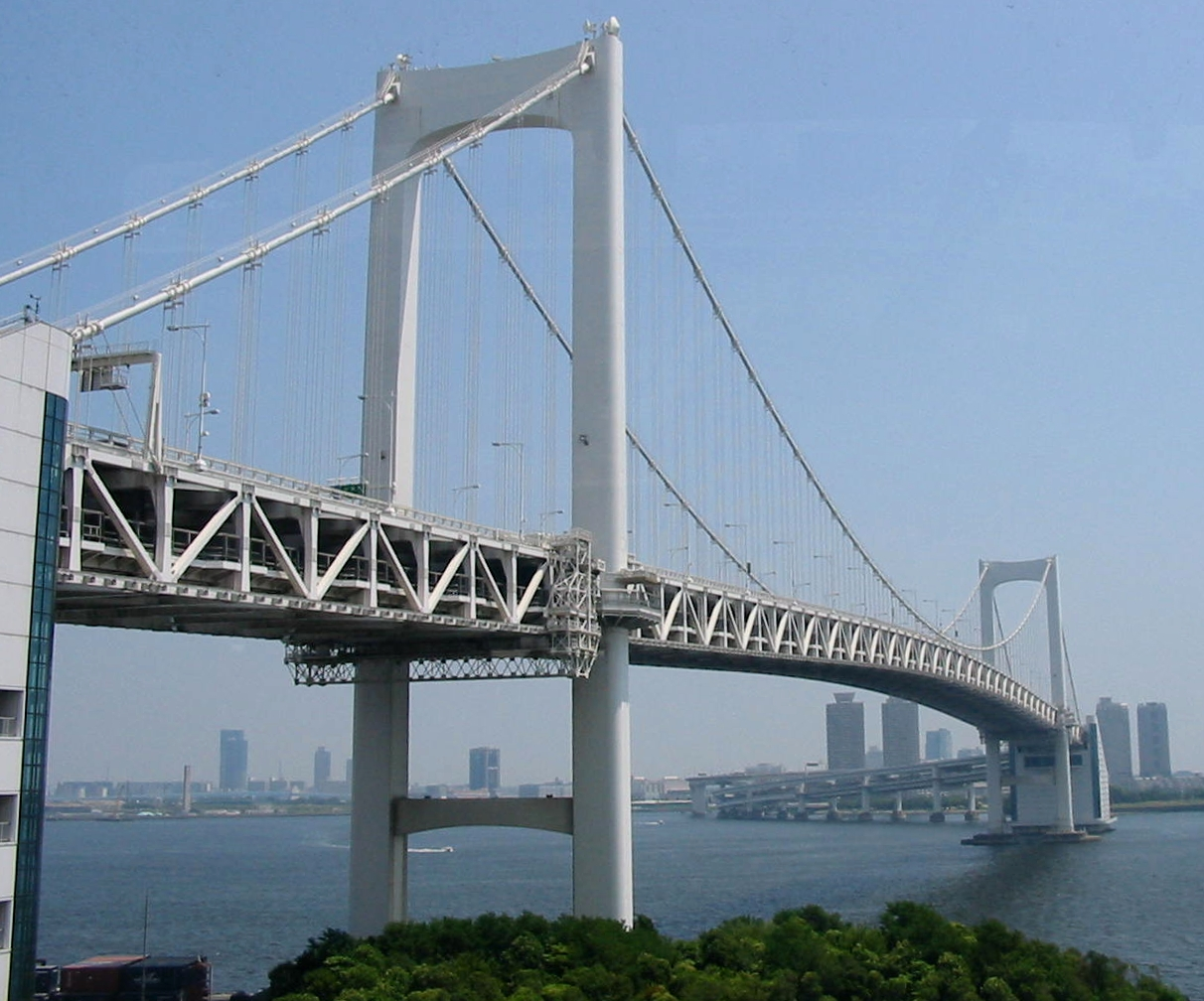
Rainbow bridge dans la baie de Tokyo.

Les épreuves en individuel sont différenciées et se déroulent selon les mêmes règles et le même format.
Toutes les heures correspondent à l'UTC+9
| Course                   | Date                   | Heure de départ |
| ------------------------ | ---------------------- | --------------- |
| Triathlon - Hommes       | Lundi 26 juillet 2021  | 06:30           |
| Triathlon - Femmes       | Mardi 27 juillet 2021  | 06:30           |
| Triathlon - Relais mixte | Samedi 31 juillet 2021 | 07:30           |

## Parcours
Le parcours des compétitions individuelles hommes et femmes sont identiques et se composent d'une partie de natation de 1 500 mètres sur un circuit qui s'effectue en deux boucles. Une première boucle de 1000 mètres suivie d'une sortie d'eau de quelques mètres avant d'entamer une seconde boucle de 500 mètres, toutes deux dans le sens des aiguilles d'une montre. La partie cycliste se décompose en huit boucles de cinq kilomètres sans aucun dénivelé, l'aspiration-abri (drafting) y est autorisé, pour une étape de 40 kilomètres. La course à pied de 10 kilomètres se réalise en quatre boucles de 2,5 kilomètre comme pour la partie cycliste dans le sens inverse des aiguilles d'une montre. La compétition en relais mixte emprunte le même parcours, sur une distance de 300 mètres de natation, 7,4 kilomètres de vélo et deux kilomètres courses à pied.

## Qualification
La période de qualification se déploie du 11 mai 2018 au 11 mai 2020 selon des règles établies par la Comité international olympique (CIO) et la Fédération internationale de triathlon (ITU). Au total, 110 triathlètes, 55 pour chaque sexe sont sélectionnés et obtiennent un dossard olympique. Un maximum de trois dossards par sexe pour chaque Comité national olympique est attribuable.
Les places qualificatives sont attribuées pour la première épreuve de qualification en relais mixte organisé par l’ITU le 31 mars 2020. Sept pays obtiennent chacun quatre places du quota général, à savoir deux par sexe pour un total de quatorze places. Six autres dossards sont attribués à trois autres pays, qui ne sont pas parmi les sept premiers qualifiés, lors de l'épreuve de qualification olympique des épreuves en relais mixte de l'ITU en avril et mai 2020. Les classements individuels en date du 11 mai 2020 sont ensuite pris en compte, les 26 meilleurs triathlètes par sexe sont qualifiés, dans la limite de trois par pays et hors les deux premiers de chaque pays qualifiés via des équipes mixtes. Une place supplémentaire pour chaque continent est attribuée au concurrent le mieux classé d'un pays qui n'a pas encore obtenu de place qualificative. Le pays hôte, le Japon, obtient d'office deux places par sexe. Les deux dernières places par sexe sont attribuées sur invitation de la Commission tripartite. La date limite de réallocation des places non utilisées par les pays en cas de défaillance est fixée au 6 juillet 2020.
Le mode qui ne s'appuie plus uniquement sur le classement individuel comme en 2016 à Rio de Janeiro, permet à plus de nation d'obtenir deux dossards, un par sexe, pour la compétition. Réduisant de fait, le nombre de nations pouvant bénéficier de trois dossards. La France est la seule nation de cette olympiade à obtenir le quota maximum de six dossards. 18 triathlètes français hommes et femmes peuvent prétendre à la qualification. L'Espagne, l'Angleterre et les États-Unis, obtiennent un quota de cinq dossard. Les dossards attribués par le CIO et l'ITU, ne sont pas nominatifs, il revient à chaque fédération nationale de les attribuer à ses triathlètes selon ses propres critères. 18 nations ayant un quota suffisant ont la possibilité d'aligner une équipe de quatre triathlètes, deux hommes et deux femmes, sur l'épreuve en relais mixte qui se joue pour la première fois de son histoire lors de cette olympiade.

## Courses olympiques

### Hommes
Le départ de la course olympique des triathlètes masculins est donnée le lundi 26 juillet 2021 à 6 h 30 heure locale par une température d'eau et d'air aux environs de 30 °C. Toutefois, le départ est annulé, car une partie des compétiteurs ne peuvent se mettre en l'eau, un bateau de surveillance n'ayant pas évacué la zone suffisamment rapidement. Les triathlètes déjà partis sont donc rappelés au ponton pour un second départ qui augmente la tension autour de la première épreuve du triathlon olympique. L'épreuve de natation qui se déroule en deux boucles avec une sortie dite à l'australienne ou les triathlètes doivent courir quelques mètres sur la terre ferme avant de répartir pour une seconde boucle est emmenée par le Chilien Diego Moya et l'Allemand Jonas Schomburg. À la fin de la première boucle, les deux hommes sont repris par le Français Vincent Luis champion du monde en titre et faisant figure de favori, il prend la tête de cette première épreuve et sort le premier de l'eau pour une transition rapide vers la partie cycliste.
La partie vélo est menée de manière tactique et vise à maintenir force et position pour la partie course à pied qui se dessine comme décisive pour le podium. Malgré plusieurs tentatives d'échappées qui sont rapidement reprises, ne laissant sortir que les triathlètes ne représentant pas de réel danger pour le titre. Tous les leaders et prétendant faisant le choix de s'abriter dans le peloton pour conserver au maximum leur potentiel sur l'ultime et décisive épreuve de la course à pied.
Le Suisse Andréa Salviberg est le premier pour la seconde transition, mais c'est le Britannique Alex Yee qui va imprimer le rythme dès les premiers tours de la course à pied. Au sein d'un groupe d'une dizaine de triathlètes dont les trois Français Vincent Luis, Léo Bergère et Dorian Coninx, le Britannique impose un rythme qui vise à éliminer peu à peu la concurrence. Rapidement et malgré la combativité de Dorian Coninx les Français sont décrochés, seul le Norvégien Kristian Blummenfelt et le Néo-Zélandais Hayden Wilde résistent aux attaques et au tempo imposé par Alex Yee. Dans le dernier kilomètre le Norvégien porte une attaque dont la force ne peut être soutenue par les deux autres prétendants au titre qui voient Kristian Blummenfelt remporter la médaille d'or olympique, Alex Yee prend la seconde position à 11 secondes du vainqueur et offre une nouvelle médaille à la Grande-Bretagne, et le Néo-Zélandais Hayden Wilde prend la troisième place,

### Femmes
La course des triathlètes féminines qui est lancée le mardi 27 juillet à 6 h 45, se déroule dans des conditions climatiques de température identique à la veille, mais auxquelles viennent s'ajouter d'importantes pluies tombées durant la nuit. Pluie qui cesse peu avant le départ de la course pour laisser place à une bruine et un parcours vélo glissant. Dès le départ les meilleures mondiales s'affrontent dans la partie natation, au sortir de la première de vélo boucle les favorites établissent un groupe de tête composée des Américaines Katie Zaferes et Summer Rappaport, de la Brésilienne Vittoria Lopes, de l'Allemande Laura Lindemann et de la Britannique Georgia Taylor-Brown. La Bermundienne Flora Duffy championne du monde en titre est à dix secondes derrière. La seconde boucle de natation, se réalise au même rythme figeant les positions pour la première transition.
Les huit boucles du circuit vélo voient le groupe sorti en tête de l'eau collaborer pour maintenir leurs avances sur le groupe de chasse emmené par la championne olympique suisse Nicola Spirig, qui malgré une bonne entente avec un groupe de douze triathlètes ne parviennent pas à combler l'écart avant de parvenir à la seconde transition. La Britannique Georgia Taylor-Brown victime d'une crevaison poursuit sa course en réduisant l'allure et perd plusieurs dizaines de secondes et le contact avec le groupe de tête.
La partie course à pied laisse rapidement entrevoir la future championne olympique. Flora Duffy dès les premiers kilomètres s'impose dans une véritable démonstration de force et de maitrise de la compétition, confirmant son statut de grande favorite pour le titre. Au 5e kilomètre elle possède 47 secondes d'avance sur sa première poursuivante. Vainqueur de la course en 1 h 55 min 56 s, elle remporte le titre et offre à son pays sa première médaille d'or olympique. Georgia Taylor-Brown qui effectue une remarquable remontée après sa crevaison à vélo, remporte la médaille d'argent, Katie Zaferes remporte la médaille de bronze. Léonie Périault première française se classe à la 5e position de la compétition, meilleur classement pour une triathlète française dans une compétition olympique.

## Résultats
Les tableaux présentent les résultats détaillés des diplômés olympiques ainsi que les classements généraux des compétitions,.

### Classement hommes
| Place                               | Pays | Triathlète           | Temps    | Nat      | T1       | Vélo     | T2       | CàP      | Écart |
| ----------------------------------- | ---- | -------------------- | -------- | -------- | -------- | -------- | -------- | -------- | ----- |
| Médaille d'or, Jeux olympiques      |      | Kristian Blummenfelt | 01:45:04 | 00:18:04 | 00:00:39 | 00:56:19 | 00:00:28 | 00:29:34 |       |
| Médaille d'argent, Jeux olympiques  |      | Alex Yee             | 01:45:15 | 00:18:09 | 00:00:38 | 00:56:17 | 00:00:27 | 00:29:44 | +11 s |
| Médaille de bronze, Jeux olympiques |      | Hayden Wilde         | 01:45:24 | 00:18:17 | 00:00:39 | 00:56:07 | 00:00:29 | 00:29:52 | +20 s |
| 4                                   |      | Marten Van Riel      | 01:45:52 | 00:17:45 | 00:00:40 | 00:56:37 | 00:00:29 | 00:30:21 | +48 s |
| 5                                   |      | Jonathan Brownlee    | 01:45:53 | 00:17:49 | 00:00:38 | 00:56:38 | 00:00:26 | 00:30:22 | +49 s |
| 6                                   |      | Kevin McDowell       | 01:45:54 | 00:18:29 | 00:00:37 | 00:55:56 | 00:00:28 | 00:30:24 | +50 s |
| 7                                   |      | Bence Bicsák         | 01:45:56 | 00:17:55 | 00:00:42 | 00:56:26 | 00:00:29 | 00:30:24 | +52 s |
| 8                                   |      | Gustav Iden          | 01:46:00 | 00:18:24 | 00:00:39 | 00:55:59 | 00:00:29 | 00:30:29 | +56 s |

| Place | Pays | Triathlète        | Temps    |
| ----- | ---- | ----------------- | -------- |
| 9     |      | Max Studer        | 01:46:06 |
| 10    |      | Mario Mola        | 01:46:13 |
| 11    |      | Casper Stornes    | 01:46:19 |
| 12    |      | Fernando Alarza   | 01:46:22 |
| 13    |      | Vincent Luis      | 01:46:24 |
| 14    |      | Kenji Nener       | 01:46:24 |
| 15    |      | Tyler Mislawchuk  | 01:46:28 |
| 16    |      | Jacob Birtwhistle | 01:46:32 |
| 17    |      | Dorian Coninx     | 01:46:48 |
| 18    |      | Tayler Reid       | 01:46:54 |
| 19    |      | Makoto Odakura    | 01:47:03 |
| 20    |      | Shachar Sagiv     | 01:47:10 |
| 21    |      | Léo Bergère       | 01:47:20 |
| 22    |      | Andrea Salvisberg | 01:47:25 |
| 23    |      | João Silva        | 01:47:30 |
| 24    |      | Matthew Hauser    | 01:47:35 |
| 25    |      | Javier Gomez      | 01:47:46 |
| 26    |      | Aaron Royle       | 01:47:57 |
| 27    |      | João Pereira      | 01:48:03 |
| 28    |      | Manoel Messias    | 01:48:11 |
| 29    |      | Tamás Tóth        | 01:48:19 |
| 30    |      | Diego Moya        | 01:48:29 |
| 31    |      | Crisanto Grajales | 01:48:36 |
| 32    |      | Dmitry Polyanskiy | 01:48:46 |
| 33    |      | Oscar Coggins     | 01:48:55 |
| 34    |      | Lukas Hollaus     | 01:48:59 |
| 35    |      | Ran Sagiv         | 01:49:04 |
| 36    |      | Felix Duchampt    | 01:49:06 |
| 37    |      | Gianluca Pozzatti | 01:49:14 |
| 38    |      | Jonas Schomburg   | 01:49:34 |
| 39    |      | Delian Stateff    | 01:50:00 |
| 40    |      | Justus Nieschlag  | 01:50:10 |
| 41    |      | Rostislav Pevtsov | 01:50:46 |
| 42    |      | Morgan Pearson    | 01:52:05 |
| 43    |      | Igor Polyanskiy   | 01:52:07 |
| 44    |      | Stefan Zachäus    | 01:52:21 |
| 45    |      | Mehdi Essadiq     | 01:53:25 |
| 46    |      | Irving Pérez      | 01:54:02 |
| 47    |      | Mohamad Maso      | 01:54:12 |
| 48    |      | Russell White     | 01:54:40 |
| 49    |      | Matthew Sharpe    | 01:57:32 |
| DNF   |      | Alois Knabl       | DNF      |
| DNF   |      | Henri Schoeman    | DNF      |

### Classement femmes
| Place                               | Pays | Triathlète           | Temps    | Nat      | T1       | Vélo     | T2       | CàP      | Écart   |
| ----------------------------------- | ---- | -------------------- | -------- | -------- | -------- | -------- | -------- | -------- | ------- |
| Médaille d'or, Jeux olympiques      |      | Flora Duffy          | 01:55:36 | 00:18:32 | 00:00:41 | 01:02:49 | 00:00:34 | 00:33:00 |         |
| Médaille d'argent, Jeux olympiques  |      | Georgia Taylor-Brown | 01:56:50 | 00:18:31 | 00:00:42 | 01:03:11 | 00:00:34 | 00:33:52 | +1:14s  |
| Médaille de bronze, Jeux olympiques |      | Katie Zaferes        | 01:57:03 | 00:18:28 | 00:00:43 | 01:02:51 | 00:00:34 | 00:34:27 | + 1:27s |
| 4                                   |      | Rachel Klamer        | 01:57:48 | 00:19:17 | 00:00:44 | 01:03:05 | 00:00:33 | 00:34:09 | +2:12s  |
| 5                                   |      | Léonie Périault      | 01:57:49 | 00:19:13 | 00:00:43 | 01:03:13 | 00:00:34 | 00:34:06 | +2:13s  |
| 6                                   |      | Nicola Spirig        | 01:58:05 | 00:19:32 | 00:00:43 | 01:02:50 | 00:00:32 | 00:34:28 | +2:29s  |
| 7                                   |      | Alice Betto          | 01:58:22 | 00:19:14 | 00:00:42 | 01:03:11 | 00:00:33 | 00:34:42 | +2:46s  |
| 8                                   |      | Laura Lindemann      | 01:58:24 | 00:18:36 | 00:00:41 | 01:02:46 | 00:00:33 | 00:35:48 | +2:48s  |

| Place | Pays | Triathlète             | Temps    |
| ----- | ---- | ---------------------- | -------- |
| 9     |      | Jessica Learmonth      | 01:58:28 |
| 10    |      | Valerie Barthelemy     | 01:58:49 |
| 11    |      | Maya Kingma            | 01:59:16 |
| 12    |      | Zsanett Bragmayer      | 02:00:00 |
| 13    |      | Vicky Holland          | 02:00:10 |
| 14    |      | Summer Rappaport       | 02:00:19 |
| 15    |      | Amélie Kretz           | 02:00:33 |
| 16    |      | Taylor Knibb           | 02:00:59 |
| 17    |      | Simone Ackermann       | 02:01:14 |
| 18    |      | Yuko Takahashi         | 02:01:18 |
| 19    |      | Jolanda Annen          | 02:01:31 |
| 20    |      | Verena Steinhauser     | 02:01:47 |
| 21    |      | Miriam Casillas García | 02:01:52 |
| 22    |      | Melanie Santos         | 02:02:06 |
| 23    |      | Carolyn Hayes          | 02:02:10 |
| 24    |      | Lotte Miller           | 02:02:43 |
| 25    |      | Bárbara Riveros Díaz   | 02:02:46 |
| 26    |      | Emma Jeffcoat          | 02:02:57 |
| 27    |      | Lisa Perterer          | 02:03:00 |
| 28    |      | Vittória Lopes         | 02:03:09 |
| 29    |      | Nicole Van Der Kaay    | 02:03:26 |
| 30    |      | Petra Kuříková         | 02:04:10 |
| 31    |      | Anabel Knoll           | 02:04:45 |
| 32    |      | Luisa Baptista         | 02:05:32 |
| 33    |      | Romina Biagioli        | 02:07:42 |
| 34    |      | Claire Michel          | 02:11:05 |
| LAP   |      | Vendula Frintová       | LAP      |
| DNF   |      | Cecilia Pérez          | DNF      |
| DNF   |      | Claudia Rivas          | DNF      |
| LAP   |      | Gillian Sanders        | LAP      |
| LAP   |      | Anna Godoy Contreras   | LAP      |
| LAP   |      | Basmla Elsalamoney     | LAP      |
| LAP   |      | Joanna Brown           | LAP      |
| LAP   |      | Ashleigh Gentle        | LAP      |
| LAP   |      | Jaz Hedgeland          | LAP      |
| DNF   |      | Cassandre Beaugrand    | DNF      |
| LAP   |      | Mengying Zhong         | LAP      |
| LAP   |      | Zsófia Kovács          | LAP      |
| LAP   |      | Kaidi Kivioja          | LAP      |
| DNF   |      | Julia Hauser           | DNF      |
| DNF   |      | Anastasia Gorbunova    | DNF      |
| LAP   |      | Alexandra Razarenova   | LAP      |
| LAP   |      | Elizabeth Bravo        | LAP      |
| DNF   |      | Niina Kishimoto        | DNF      |
| DNF   |      | Ainsley Thorpe         | DNF      |
| DNF   |      | Angelica Olmo          | DNF      |

### Classement relais mixte
| Rang                                | Équipe | Temps           |
| ----------------------------------- | --- | --------------- |
| Médaille d'or, Jeux olympiques      | Royaume-Uni | 1 h 23 min 41 s |
| Médaille d'or, Jeux olympiques      | - Jessica Learmonth 21 min 16 s - Jonathan Brownlee 20 min 3 s - Georgia Taylor-Brown 21 min 54 s - Alex Yee 20 min 28 s | 1 h 23 min 41 s |
| Médaille d'argent, Jeux olympiques  | États-Unis | 1 h 23 min 55 s |
| Médaille d'argent, Jeux olympiques  | - Katie Zaferes 21 min 14 s - Kevin McDowell 20 min 14 s - Taylor Knibb 22 min 6 s - Morgan Pearson 20 min 21 s          | 1 h 23 min 55 s |
| Médaille de bronze, Jeux olympiques | France | 1 h 24 min 4 s  |
| Médaille de bronze, Jeux olympiques | - Léonie Périault 21 min 40 s - Dorian Coninx 20 min 9 s - Cassandre Beaugrand 21 min 57 s - Vincent Luis 20 min 18 s    | 1 h 24 min 4 s  |
| 4                                   | Pays-Bas - Maya Kingma - Marco Van Der Stel - Rachel Klamer - Jorik Van Egdom                                            | 1 h 24 min 34 s |
| 5                                   | Belgique - Claire Michel - Marten Van Riel - Valerie Barthelemy - Jelle Geens                                            | 1 h 24 min 36 s |
| 6                                   | Allemagne - Laura Lindemann - Jonas Schomburg - Anabel Knoll - Justus Nieschlag                                          | 1 h 24 min 40 s |
| 7                                   | Suisse - Jolanda Annen - Andrea Salvisberg - Nicola Spirig - Max Studer                                                  | 1 h 25 min 27 s |
| 8                                   | Italie - Verena Steinhauser - Gianluca Pozzatti - Alice Betto - Delian Stateff                                           | 1 h 26 min 23 s |
| 9                                   | Australie | 1 h 26 min 27 s |
| 10                                  | Espagne | 1 h 26 min 31 s |
| 11                                  | Hongrie | 1 h 26 min 43 s |
| 12                                  | Nouvelle-Zélande | 1 h 26 min 53 s |
| 13                                  | Japon | 1 h 27 min 2 s  |
| 14                                  | ROC | 1 h 27 min 13 s |
| 15                                  | Canada | 1 h 27 min 21 s |
| 16                                  | Mexique | 1 h 28 min 53 s |
|                                     | Autriche | DNS             |